# Rijksbeschermd gezicht Oudewater
Gezicht Oudewater is een van rijkswege beschermd stadsgezicht in Oudewater in de Nederlandse provincie Utrecht. De procedure voor aanwijzing werd gestart op 23 augustus 1973. Het gebied werd op 18 januari 1977 definitief aangewezen. Het beschermd gezicht beslaat een oppervlakte van 30,2 hectare.
Panden die binnen een beschermd gezicht vallen krijgen niet automatisch de status van beschermd monument. Wel zal de gemeente het bestemmingsplan aanpassen om nieuwe ontwikkelingen in het gebied te reguleren. De gezichtsbescherming richt zich op de stedenbouwkundige en cultuurhistorische waardering van een gebied en wil het toekomstig functioneren daarvan veiligstellen.